# Rap1
Rap1 (en anglais Ras-proximate-1 ou Ras-related protein 1) est une petite GTPase, c'est-à-dire une petite protéine cytosolique qui agit comme un interrupteur cellulaire et qui est indispensable pour des transductions de signal efficaces. Il existe deux isoformes de la protéine Rap1, chacune codée par un gène spécifique RAP1A et RAP1B. Rap1 appartient à la famille des protéines RAS.
Les GTPases sont inactives lorsque leur GDP (Guanosine diphosphate) est sous forme liée et deviennent actives quand elles se lient à la GTP (Guanosine triphosphate). Les GAPs (pour GTPase activating proteins) et les GEFs (pour guanine nucleotide exchange factors ce qui signifie facteurs d'échange de nucléotides guanyliques) permettent de réguler les petites GTPases. Les GAPs favorise la forme inactive avec le GDP lié, et les GEFs favorise la forme active avec le GTP lié. Quand elles sont liées au GTP, les petites GTPases permettent de réguler une myriade de processus cellulaires. Ces protéines sont divisés en familles en fonction de leur structure. La famille la plus étudiée est la superfamille Ras, dont Rap1 fait partie. Alors que les protéines Ras sont connues pour leur rôle dans la prolifération cellulaire et la survie, Rap1 est principalement impliquée dans l'adhésion cellulaire et la formation des jonctions intercellulaires. Ras et le Rap sont contrôlées par différents ensembles de facteurs d'échange de nucléotides guanyliques et protéine activatrice GTPase, fournissant ainsi un niveau de spécificité.

## Effecteurs

### RAPL
L'identification des protéines Rap1 effectrices a fourni des renseignements importants sur les mécanismes de régulation des récepteurs des cellules T (TCR) pour la signalisation des intégrines.
Une technique de double hybride a permis d'identifier l'interaction entre la protéine de liaison RAPL et Rap1. La surexpression de RAPL améliore le regroupement et l'adhérence de LFA-1 et a contrario des lymphocytes et des cellules dendritiques déficientes en RAPL présentent une déficience de l'adhérence et de la migration. RAPL est associée aux protéines de la famille des integrines.

### Mst1
La kinase Sérine-Thréonine Mst1, un membre d'une famille de kinases homologue à la kinase Ste20 des levures. Cette kinase a récemment été identifié comme un effecteur de RAPL.

### PKD
Une caractéristique frappante de Rap1 et des protéines de signalisation à Rap1 (PKD, RAPL et Mst1) est leur localisation dans des membranes où les intégrines sont présentes. Cela fournit un mécanisme par lequel Rap1 peut directement agir sur les intégrines et moduler l'affinité et le regroupement des intégrines. Il a également été proposé que PKD, RAPL, et Mst1 jouent un rôle dans le mouvement des récepteurs vers la membrane plasmique.

### RIAM
Un autre effecteur de Rap1 fournit une liaison entre Rap1 et un cytosquelette d'actine. RIAM (de l'anglais Rap1–GTP-interacting adapter molecule) est une protéine adaptatrice largement exprimé. Comme RAPL, RIAM interagit préférentiellement avec Rap1 sous sa forme active et la surexpression de RIAM améliore l'adhérence modulée par l'intégrine. En outre, la précipitation de la RIAM inhibe l'adhérence induite par Rap1 active et inhibe la localisation de Rap1 active sur la membrane plasmique.